# Kosmos 2429
Kosmos 2429, ruski vojni navigacijski i komunikacijski satelit iz programa Kosmos. Vrste je Parus.
Lansiran je 11. rujna 2007. godine u 13:05 s kozmodroma Pljesecka. Lansiran je u nisku orbitu oko planeta Zemlje raketom nosačem Kosmos-3M 11K65M. Orbita mu je 955 km u perigeju i 1010 km u apogeju. Orbitne inklinacije je 82,98°. Spacetrackov kataloški broj je 32052. COSPARova oznaka je 2007-038-A. Zemlju obilazi u 104,74 minute. Pri lansiranju bio je mase kg. 
Iz misije je ostao još jedan dio koji je ostao kružiti u niskoj orbiti. 

## Vanjske poveznice
- N2YO.com Search Satellite Database (engl.)
- Celes Trak SATCAT Format Documentation (engl.)
- Kunstman  Arhivirana inačica izvorne stranice od 12. kolovoza 2019. (Wayback Machine) Satellites in Orbit (engl.)